# Totalità e infinito: saggio sull'esteriorità
Totalità e infinito è un saggio pubblicato nel 1961 da Emmanuel Lévinas, sottotitolo « saggio sull'esteriorità ». Quest'opera è l'espressione della prima forma del pensiero di Levinas, ancora fortemente influenzato dalla fenomenologia.

## Le radici intellettuali e biografiche dell'opera
Levinas che ha studiato a lungo la fenomenologia prima della Seconda guerra mondiale, orienta il suo pensiero su una riflessione sul genocidio hitleriano. La sua idea centrale è che tutto il pensiero occidentale si è sforzato di comprendere l'Altro in generale, per ricondurlo a sé e per assimilarlo a noi. Questa volontà di comprendere, di prendere - sul piano del pensiero -, per ricondurre a sé potrebbe essere avvicinata per analogia all'hybris libidinosa di cui parla Freud (essere tutto ed avere tutto). E il genocidio hitleriano potrebbe essere considerato come l'esito estremo di questa violenza del pensiero occidentale. Ma a questa volontà di assimilare l'altro comprendendolo, si oppongono una serie di esperienze quotidiane, banali o straordinarie.

## L'imperialismo dell'Identico sull'Altro (sezione I)
Levinas ci ricorda che dopo Socrate, sappiamo che il processo della conoscenza, consiste precisamente nel ricondurre lo sconosciuto al conosciuto, il diverso all'Identico. Conoscere ontologicamente significa scoprire in che la cosa (l'altro) non è più quell'ente particolare, singolare e dall'approccio unico, somigliante per certi versi, che si privilegiano, a tutta una serie di altri per costituire degli insiemi chiamati generi o specie. Nella diversità, lo spirito umano ricerca per la sua quiete l'unità del genere attraverso la mediazione:
- del concetto con la dialettica
- la nozione dell'orizzonte della comprensione con la fenomenologia
- la preoccupazione dell'essere dell'ente in Heidegger

L'Altro, in quanto singolo, si trova dissolto, oggettivato nell'Identico. Questo processo di fusione, che è alla base del sapere ma anche della costituzione ricorrente della nostra identità propria, ingrandendosi si libera di ogni limitazione in Hegel nell'identificazione dell'identico con il non identico nello spirito assoluto. La Totalità, così raggiunta, assorbe tutte le differenze dissolvendo ogni alterità.
Levinas cerca di superare la logica di questa chiusura e di reintrodurre la possibilità di un "Tutt'Altro", non assimilabile alla Totalità, facendo anzitutto appello all'idea di infinito filosofico che si trova in Cartesio. L'idea di infinito che s'accompagna ad un desiderio metafisico, sarebbe un'idea innata, introdotta sin dall'inizio, senza un'intenzionalità precisa, la cui caratteristica sarebbe quella, secondo la sua formula paradossale, di contenere più di quello che è in grado di contenere. Un'applicazione di essa ci è stata donata mediante i misteri della relazione intersoggettiva dell'IO che fronteggia un TU, relazione che oltrepassa il quadro delle categorie. Per Levinas l'Altro che si presenta a Me, ritiene che lui stesso oltrepassi sempre l'idea che io mi posso fare, anche facendo ricorso a tutto il sapere del mondo. Il rapporto tra esseri umani non è mai una pura relazione, né il risultato di un sapere razionale, ma una prossimità spontanea, asimmetrica, insormontabile in cui Levinas colloca il fondamento della sua Etica.

## Principali modalità del rapporto con l'altro in Totalità e Infinito (sezione II)

### L'assurdità dell'odio
Per Levinas, il boia dei campi di sterminio vuole contemporaneamente l'umilazione di colui che tortura e assassina, la sua riduzione allo stato di cosa e allo stesso tempo che la vittima assista di persona alla sua riduzione allo stato di cosa. Il boia vuole al contempo due cose che non possono mai coincidere: la riduzione del soggetto a cosa e il fatto che il soggetto vi assista. Ma se egli è ancora soggetto, non è ancora cosa, e se è annientato, non è più soggetto e non può assistere alla sua degradazione. L'impossibilità logica del piano del boia è una delle numerose esperienze che rimandano al carattere irriducibile dell'Altro.

### L'asimmetria etica
Un'altra di queste esperienze è quella che Levinas chiama asimmetria etica. Essa si ritrova in alcuni momenti della vita, come ad esempio nel rapporto tra i genitori e i figli, ma anche nelle relazioni d'amicizia o nel sussulto di coraggio che mi spinge a rischiare la mia vita per salvare una persona che sta annegando, decidendo di sacrificarmi per l'altro. Ora se io posso esigere da me stesso questo sacrificio, è fuori discussione che io lo richieda in mio favore. Ciò significa che io e l'altro non siamo nello stesso sistema simmetrico. Una situazione di simmetria (come per esempio l'oggetto e il suo riflesso in uno specchio senza difetti), è una situazione dove io posso tirare completamente da uno dei lati della simmetria, gli elementi dell'altro, al prezzo di una semplice conversione (la sinistra dell'oggetto reale è la destra nello specchio). Non è però questa simmetria che presiede ai rapporti umani. L'asimmetria etica significa che l'altro ed io non possiamo essere iscritti in un sistema omogeneo da parte a parte. L'asimmetria è etica: quello che mi permetto di esigere da me stesso non si può paragonare a quello che sono in diritto di esigere dall'Altro.

### L'epifania del volto
L'epifania del Volto è la terza esperienza dell'alterità assoluta. Per certi aspetti, il Volto di un altro è qualcosa che si presta alla mia indagine. Io posso fotografarlo, fargli un ritratto, studiarlo, riconoscerlo. A tale riguardo, io posso captare l'altro, ridurlo in mio potere, imprigionarlo nell'immagine che me ne faccio ed esibirla in pubblico (da qui viene, senza alcun dubbio, il rifiuto da parte dei Musulmani e degli Ebrei di qualsiasi immagine di Dio e delle immagini umane, probabilmente anche l'orrore per la fotografia presso i popoli più "primitivi").
D'altro canto, il Volto è ciò che mi sfugge. Su questo spazio di mondo dove si manifesta il Volto, vi è un passaggio incessante dall'invisibile al visibile: quella ragazza incontrata per strada mentre piangeva, un sorriso, la rabbia, la paura, le grida e la parola, l'ascolto...
Pianto, ascolto, parola si sollevano da uno sfondo invisibile in cui gli elementi divengono poco a poco visibili, ma senza che questo sfondo sia mai esaurito, senza che l'invisibile sia un giorno interamente tradotto nel visibile di un Volto.
Ė sorprendente come Bernard Stiegler dica la stessa cosa sul modo di apparire delle coscienze: esse appaiono scomparendo, ciò che dà il prezzo del legame che noi stringiamo con una coscienza: questo rapporto è prezioso perché è contrassegnato dalla finitudine, ogni istante della comunione è tale perché si sa che è destinato a svanire. Al contrario, Levinas fa dell'incontro con l'Altro, l'incontro con l'Infinito, di ciò che egli chiama Rivelazione, ossia qualcosa a cui non ho mai aspirato, una Terra promessa a cui non ho mai pensato, della quale il mio cuore non ha mai desiderato essere colmato. 
Questa epifania del volto, d'ispirazione fenomenologica, sarà criticata da Derrida e sarà rimessa in questione in "Altrimenti che essere o al di là dell'essenza".

### La parola
Quando parlo, salvo che non si tratti di un discorso preparato (come il discorso della corona della Regina d'Inghilterra), svelo il mio pensiero all'interlocutore. Ma questo pensiero che s'irrigidisce e scorre, per certi versi, nelle parole, io posso sempre precisarlo e modificarne il tenore. Platone diceva che la definizione della parola è quella di soccorrere incessantemente se stessa.

### La carezza erotica
La carezza è un modo di apprendere l'altro, di "possederlo" (l'uso dell'espressione: "possedere la sua donna" che è forse l'espressione di una società maschilista, indica però un possesso reciproco). La carezza mira al possesso e al piacere in una forma singolare e paradossale, perché questo piacere non si chiude con l'assorbimento ma (eccetto il caso estremo di uno stupro) con la conservazione dell'oggetto desiderato, non con la soppressione ma con l'attivazione del suo desiderio. La carezza erotica cammina verso l'infinito dirà Levinas. Si potrebbe aggiungere che il desiderio sessuale è il desiderio del desiderio dell'altro.

### L'idea dell'infinito
Per Levinas, la scoperta dell'assurdità dell'odio, l'incontro del Volto, l'asimmetria dell'esperienza etica, la carezza erotica possono essere identificati con l'idea dell'infinito in me. Avere l'idea dell'Infinito vuol dire avere l'idea di ciò di cui non posso avere idea, poiché tutte le specie di realizzazione dell'infinito (nel senso in cui si dice "io realizzo quello che voi volete dirmi") restano sempre al di qua di ciò che è l'infinito. Nell'idea o concetto dell'Infinito, paradossalmente io penso qualcosa che resta sempre al di là del mio pensiero. Quando ho l'idea dell'Infinito io penso più di quello che non posso pensare. Avere l'idea dell'infinito significa dunque avere l'idea di ciò di cui non posso farmi alcuna idea. L'idea dell'Infinito è precisamente, secondo Levinas, l'incontro con l'Altro. Essere in presenza dell'altro, del suo Volto è avere l'idea dell'infinito ed è l'incontro con colui che la religione tradizionale chiama Dio. Un Dio che non può che desiderare.

### Il Desiderio
Il Desiderio di cui parla Levinas è un Desiderio che, paradossalmente, si soddisfa nella misura in cui non c'è. Il Desiderio di un bicchiere d'acqua, quando voglio dissetarmi o di cibo quando voglio saziarmi, sono desideri di piacere il cui fine è il soddisfacimento con l'ingerimento dell'acqua o del cibo. Il Desiderio, che ha per oggetto l'Altro o l'Infinito, può essere "soddisfatto" solo chiudendosi in un soddisfacimento che consegna l'altro nei miei poteri, come l'oggetto agognato durante la fame o la sete. Questo Desiderio può essere la bontà, l'abnegazione, ma anche il Desiderio sessuale che vuole, non essere soddisfatto e chiudersi, ma rinascere costantemente giacché mai l'oggetto bramato può essere assimilato. Nel caso delle relazioni sessuali (ma anche in tutte le altre relazioni umane) vi è un piacere, ma un piacere paradossale che consiste nel non assorbire l'altro. Tale struttura del piacere sessuale, secondo Levinas, annuncia in maniera relazionale e non biologica, il figlio.
In effetti il figlio è in un certo senso me stesso. Si dice "Tale padre, tale figlio", per sottolineare la somiglianza tra mio figlio e me, sia che questa constatazione della somiglianza venga dalla parentela, sia che venga dal figlio stesso: "Ho un brutto carattere, da chi l'ho ereditato?". Il figlio è dunque me. La relazione con lui si può paragonare ad una relazione di piacere che mi rende simile all'acqua bevuta o al cibo digerito. Ma il figlio è anche un altro, un Viso la cui alterità radicale mi sfugge. Avere un rapporto con chiunque è allo stesso tempo, un rapporto di piacere e di ritorno a sé, e un rapporto di dedizione e di Desiderio, significa essere padre o madre o amante o amico.